# Penelope Ann Miller
Penelope Andrea Miller, född 13 januari 1964 i Los Angeles, är en amerikansk skådespelare.

## Biografi
Penelope Ann Miller föddes i Los Angeles 1964 som dotter till skådespelaren Mark Miller och journalisten Beatrice Ammidown. Hon inledde sin skådespelarkarriär 1985 med en roll i TV-serien Tales from the Darkside. 1987 spelade hon mindre roller i TV-serierna Fem i familjen, Miami Vice och St. Elsewhere.
1990 spelade Miller mot Arnold Schwarzenegger i komedin Dagissnuten. 1992 porträtterade hon skådespelerskan Edna Purviance i filmen Chaplin. Året därefter, 1993, spelade Miller rollen som nattklubbsdansösen Gail mot Al Pacino i Brian de Palmas gangsterdrama Carlito's Way. Därefter har hon setts mer sporadiskt i olika Hollywood-produktioner. 2011 hade hon en mindre roll i den fransk-producerade och Oscarsbelönade dramafilmen The Artist.

### Privatliv
Miller var gift med skådespelaren Will Arnett 1994–1995. Sedan 2000 är hon gift med James Huggins som hon har två döttrar med, Eloisa May född 2000 och Maria Adela född 2009.

## Filmografi (urval)
- 1985 – Tales from the Darkside, avsnitt Ring Around the Redhead (gästroll i TV-serie)
- 1987 – Fem i familjen, avsnitt Higher Love (gästroll i TV-serie)
- 1987 – En natt på stan
- 1987 – Miami Vice, avsnitt Death and the Lady (gästroll i TV-serie)
- 1987 – St. Elsewhere, avsnitt Ewe Can't Go Home Again (gästroll i TV-serie)
- 1990 – Uppvaknanden
- 1990 – Dagissnuten
- 1992 – Chaplin
- 1993 – Carlito's Way
- 1994 – The Shadow
- 1997 – The Relic
- 2003–2004 – En minut med Stan Hooper (TV-serie)
- 2006 – Funny Money
- 2007 – The Messengers
- 2007 – Blonde Ambition
- 2010 – Flipped
- 2011 – The Artist